# Lactobacillales
Lactobacillales je red Gram-pozitivnih bakterija, široko rasprostranjenih u prirodi. 